# Tempio di Mercurio

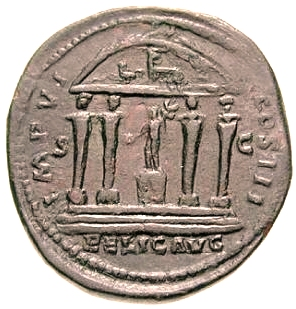
Sesterzio di Marco Aurelio (circa 172-173 d.C.) con raffigurazione di un tempio probabilmente corrispondente al tempio di Mercurio.

Il tempio di Mercurio  (in latino templum Mercurii o aedes Mercurii) era un tempio dell'antica Roma, dedicato a Mercurio sulle pendici settentrionali del colle Aventino. A seguito della suddivisione augustea di Roma, fu incluso nella Regio XI Circus Maximus.
La sua dedica era celebrata alle idi di maggio (15 maggio).

## Storia
Il tempio fu inizialmente dedicato alle idi di maggio nel 495 a.C. da un centurione, Marco Letorio, al quale il popolo aveva assegnato questo onore.
Per il fatto che Mercurio fosse il dio cel commercio, le idi di maggio divennero in seguito il giorno in cui si teneva la festività dei mercatores.
Il tempio potrebbe essere stato dedicato anche a Maia, madre di Mercurio.
Nel 495 a.C., a Roma vi furono tensioni tra i senatori patrizi ed i plebei, che poi sfociarono nella secessione della plebe nell'anno successivo.
Al completamento del tempio, vi fu una disputa tra i consoli Appio Claudio Sabino Inregillense e Publio Servilio Prisco Strutto in merito a chi fra loro dovesse avere l'onore di dedicare il tempio.
Il senato demandò la decisione ai comizi e decretò anche che colui che sarebbe stato scelto avrebbe anche esercitato incarichi aggiuntivi, tra cui presiedere i mercati, fondare la corporazione dei mercanti ed esercitare le funzioni di Pontifex Maximus.
A causa del protrarsi del pubblico disaccordo e con l'obiettivo di fare un dispetto al Senato e ai consoli, il popolo assegnò invece l'onore di dedicare il tempio a Marco Letorio, Primus pilus (cioè al capo dei centurioni) di una delle legioni.
Il Senato ed i consoli, in particolare il conservatore Appio, si sentirono oltraggiati per questa decisione, inasprendo ulteriormente la situazione già tesa.

## Rappresentazione del tempio
Su una moneta di Marco Aurelio potrebbe esservi la raffigurazione del tempio di Mercurio, con un podio a tre gradini, su cui quattro erme svolgono la funzione di colonne, sorreggendo un architrave; sopra di questa si vede un frontone curvo decorato con animali e attributi del dio.
La statua di Mercurio si trova tra le erme.
Se la moneta rappresenta effettivamente il tempio di Mercurio, essa potrebbe essere stata coniata in occasione di un restauro voluto da Marco Aurelio.

## Ubicazione
Del tempio non vi è alcun riscontro archeologico. Dalle fonti si sa che era ubicato sulle pendici dell'Aventino, al di sopra e affacciato sul circo Massimo, in prossimità del margine nord-orientale.
Nel IV secolo d.C. il tempio esisteva ancora, ma non se ne è trovata alcuna traccia.